# An Old Raincoat Won't Ever Let You Down
An Old Raincoat Won't Ever Let You Down es el álbum debut del cantante británico de rock Rod Stewart, publicado en noviembre de 1969 en los Estados Unidos por Mercury Records con el título de The Rod Stewart Album. Más tarde, en febrero de 1970, Vertigo Records lo lanzó en el Reino Unido con el nombre original.
La lista de canciones está conformada por composiciones de Stewart y versiones de otros artistas, como «Street Fighting Man» de The Rolling Stones, la canción estadounidense tradicional de folk «Man of Constant Sorrow», «Handbags and Gladrags» del vocalista inglés Mike d'Abo y «Dirty Old Town» de The Dubliners. Para la grabación, Stewart contó con algunos de sus compañeros de Faces.

## Comentarios de la crítica
Después de ser lanzado al mercado, recibió reseñas favorables por parte de la prensa especializada. Stephen Thomas Erlewine, del sitio AllMusic, mencionó que era una mezcla sorprendente entre folk, blues y rock and roll, y explicó que «la música y las canciones son tan vívidas y ricas, con el detalle que reflejan toda una forma de vida». Greil Marcus, de Rolling Stone, destacó que era un muy buen álbum e incluso lo comparó con Let It Bleed y Beggars Banquet de The Rolling Stones. Por último, Robert Christgau le otorgó una calificación de A- y comentó: «Su música es increíblemente excelente, y Stewart canta y compone en su mayoría espléndido».

## Lista de canciones
| N.º | Título                                                                | Escritor(es)                | Duración |  |
| 1.  | «Street Fighting Man» (versión de The Rolling Stone)                  | Mick Jagger, Keith Richards | 5:05     |  |
| 2.  | «Man of Constant Sorrow» (tema tradicional, arreglos por Rod Stewart) |                             | 2:31     |  |
| 3.  | «Blind Prayer»                                                        | Stewart                     | 4:40     |  |
| 4.  | «Handbags and Gladrags»                                               | Mike d'Abo                  | 4:24     |  |
| 5.  | «An Old Raincoat Won't Ever Let You Down»                             | Stewart                     | 3:11     |  |
| 6.  | «I Wouldn't Ever Change a Thing»                                      | Stewart                     | 4:47     |  |
| 7.  | «Cindy's Lament»                                                      | Stewart                     | 4:30     |  |
| 8.  | «Dirty Old Town»                                                      | Ewan MacColl                | 3:42     |  |

## Posicionamiento en listas
| País           | Lista (1970-1972) | Posición |
| -------------- | ----------------- | -------- |
| Australia      | Kent Music Report | 31       |
| Estados Unidos | Billboard 200     | 136      |

## Músicos
- Rod Stewart: voz y guitarra en «Man of Constant Sorrow»
- Ronnie Wood: guitarra, slide, bajo y armónica en «Dirty Old Town»
- Martin Pugh: guitarra
- Mick Waller: batería
- Ian McLagan: piano y órgano
- Keith Emerson: órgano en «I Wouldn't Ever Change a Thing»
- Mike d'Abo: piano en «Handbags and Gladrags»
- Lou Reizner: coros en «I Wouldn't Ever Change a Thing»